# Decenni internacional dels afrodescendents
L'Assemblea General de les Nacions Unides proclamà el Decenni Internacional dels Afrodescendents, que començà l'1 de gener del 2015 i acabarà el 31 de desembre del 2024.

## Celebració
El 23 de desembre de 2013 l'Assemblea General de les Nacions Unides a la Resolució 68/237 "proclama el Decenni Internacional dels Afrodescendents, que començà l'1 de gener de 2015 i acabarà el 31 de desembre de 2024, amb el tema "Afrodescendents: reconeixement, justícia i reparació pels danys causats pel colonialisme i l'esclavitud”, que s'inaugurà de forma oficial immediatament després del debat general del seixantè novè període de sessions de l'Assemblea General".
Un Decenni dedicat als afrodescendents: reconeixement, justícia i reparació pels danys causats pel colonialisme i l'esclavitud.

En proclamar aquest decenni, la comunitat internacional reconeix, que els afrodescendents representen un grup específic, els drets humans del qual s'han de promoure i protegir. Al voltant de 200 milions de persones que s'identifiquen a si mateixos com a descendents d'africans viuen a Abya Yala. Molts milions més viuen a altres parts del món, fora del continent africà.

## Objectius del Decenni Afro
El Decenni se centrarà en els objectius específics següents:
- Promoure el respecte, la protecció i la realització de tots els drets humans i llibertats fonamentals dels afrodescendents, com es reconeix a la Declaració Universal de Drets Humans;
- Promoure més coneixement i respecte de la diversitat de l'herència i la cultura dels afrodescendents i de la seva contribució al desenvolupament de les societats;
- Aprovar i enfortir marcs jurídics nacionals, regionals i internacionals de conformitat amb la Declaració i el Programa d'Acció de Durban i la Convenció Internacional sobre l'Eliminació de totes les Formes de Discriminació Racial, i assegurar-ne l'aplicació plena i efectiva.